# Saint-Castin
Saint-Castin is een gemeente in het Franse departement Pyrénées-Atlantiques (regio Nouvelle-Aquitaine) en telt 774 inwoners (2005). De plaats maakt deel uit van het arrondissement Pau.

## Geografie
De oppervlakte van Saint-Castin bedraagt 7,0 km², de bevolkingsdichtheid is 110,6 inwoners per km².
De onderstaande kaart toont de ligging van Saint-Castin met de belangrijkste infrastructuur en aangrenzende gemeenten.

## Demografie
Onderstaande figuur toont het verloop van het inwonertal (bron: INSEE-tellingen).